# Jeremias Schröder
Jeremias Schröder, O.S.B. (Bad Wörishofen, 8 de dezembro de 1964) é um abade e frei beneditino alemão da Igreja Católica, atual abade primaz da Confederação Beneditina.

## Biografia
Em 1984 ingressou na Abadia de Santa Otília, em Eresing. Depois de ingressar na ordem beneditina, Schröder estudou filosofia, teologia, história e arquivologia. Concluiu seus estudos no Pontifício Ateneu Santo Anselmo de Roma e no St. Benet's Hall da Universidade de Oxford, completando assim sua formação acadêmica e religiosa.
Retornando à Abadia de Santa Otília em 1994, Schröder ocupou vários cargos, incluindo assistente do mestre de noviços e secretário do abade. Em 2000 foi eleito arquiabade e presidente da Congregação de Santa Otília. Durante o seu mandato, defendeu a divisão de funções, e em 2012 tornou-se o primeiro abade presidente da congregação, sendo reeleito para essa função em 2022. Em 2021, a Santa Sé nomeou-o abade administrador de Sankt Georgenberg, um pequeno mosteiro da Congregação na Áustria, onde residiu nos últimos anos.
Em 14 de setembro 2024 foi eleito como novo abade primaz da Confederação Beneditina. A eleição ocorreu durante o Congresso de Abades que foi realizado na Abadia Primacial de Santo Anselmo, em Roma, tendo mais de 200 abades beneditinos de todo o mundo presentes.